# Feuer-Hahn
Der Feuer-Hahn (Dingyou, chinesisch 丁酉, Pinyin dīngyǒu) ist das 34. Jahr des chinesischen Kalenders (siehe Tabelle 天支 60-Jahre-Zyklus). Es ist ein Begriff aus dem Bereich der chinesischen Astrologie und bezeichnet diejenigen Mondjahre, die durch eine Verbindung des vierten Himmelsstammes (丁,  dīng, Element Feuer und Yīn) mit dem zehnten Erdzweig (酉,  yǒu), symbolisiert durch den Hahn (鷄,  jī), charakterisiert sind.
Nach dem chinesischen Kalender tritt eine solche Verbindung alle 60 Jahre ein. Das vorletzte Feuer-Hahn-Jahr begann 1957 und dauerte wegen der Abweichung des chinesischen vom gregorianischen Kalenderjahr vom 31. Januar 1957 bis 17. Februar 1958. Das letzte Feuer-Hahn-Jahr begann am 28. Januar 2017 und dauert bis zum 15. Februar 2018.

## Feuer-Hahn-Jahr
Im chinesischen Kalenderzyklus ist das Jahr des Feuer-Hahns 丁酉dīngyǒu das 34. Jahr (am Beginn des Jahres: Feuer-Affe 丙申 bǐngshē 33).
| Liste der Feuer-Hahn-Jahre des 60-Jahres-Zyklus (Ende des Zyklus – bei Zählung vom 1. Regierungsjahr Huángdì) (Beginn des Zyklus – bei Zählung vom 61. Regierungsjahr Huángdì)            |              |              |              |              |              |              |              |              |              |              |
| Zykl. | 0            | 1            | 2            | 3            | 4            | 5            | 6            | 7            | 8            | 9            |
| 0 | 2664 v. Chr. | 2604 v. Chr. | 2544 v. Chr. | 2484 v. Chr. | 2424 v. Chr. | 2364 v. Chr. | 2304 v. Chr. | 2244 v. Chr. | 2184 v. Chr. | 2124 v. Chr. |
| 10 | 2064 v. Chr. | 2004 v. Chr. | 1944 v. Chr. | 1884 v. Chr. | 1824 v. Chr. | 1764 v. Chr. | 1704 v. Chr. | 1644 v. Chr. | 1584 v. Chr. | 1524 v. Chr. |
| 20 | 1464 v. Chr. | 1404 v. Chr. | 1344 v. Chr. | 1284 v. Chr. | 1224 v. Chr. | 1164 v. Chr. | 1104 v. Chr. | 1044 v. Chr. | 984 v. Chr.  | 924 v. Chr.  |
| 30 | 864 v. Chr.  | 804 v. Chr.  | 744 v. Chr.  | 684 v. Chr.  | 624 v. Chr.  | 564 v. Chr.  | 504 v. Chr.  | 444 v. Chr.  | 384 v. Chr.  | 324 v. Chr.  |
| 40 | 264 v. Chr.  | 204 v. Chr.  | 144 v. Chr.  | 84 v. Chr.   | 24 v. Chr.   | 37           | 97           | 157          | 217          | 277          |
| 50 | 337          | 397          | 457          | 517          | 577          | 637          | 697          | 757          | 817          | 877          |
| 60 | 937          | 997          | 1057         | 1117         | 1177         | 1237         | 1297         | 1357         | 1417         | 1477         |
| 70 | 1537         | 1597         | 1657         | 1717         | 1777         | 1837         | 1897         | 1957         | 2017         | 2077         |
| 80 | 2137         | 2197         | 2257         | 2317         | 2377         | 2437         | 2497         | 2557         | 2617         | 2677         |
| Hinweis: Die laufende Nr. des Zyklus ergibt sich aus der Zeilen-Nr. addiert mit der Spalten-Nr. Beispiel: Das Feuer-Hahn-Jahr des 35. Zyklus (Zeile 30 + Spalte 5) entspricht 564 v. Chr. |              |              |              |              |              |              |              |              |              |              |